# Mirko Korolija
Mirko Korolija (Kistanje, 1886. – Šibenik, 1934.) hrvatski književnik i političar. Ekstremni jugoslavenski nacionalist, član Orjune.

## Životopis
Mirko Korolija je rođen u Kistanju na području Bukovice u Dalmaciji. "Cesarsko Kraljevsku Veliku Gimnaziju" zaršio je u Zadru gdje mu je profesor materinskog jezika bio Vladimir Nazor. U gimnaziji počinje pisati pjesme, a prve stihove objavljuje 1898. godine u književnom časopisu Nevenu kojeg je uređivao Jova Jovanović Zmaj. U Pragu Korolija završava pravni fakultet na kojem stječe zvanje doktora pravnih znanosti. U to vrijeme objavljuje u mnogim srpskim i hrvatskim listovima. 
Godine 1921., nakon dvije i pol godine talijanske okupacije Sjeverne Dalmacije, oduševljen je konačnim priključenjem tog područja Kraljevini SHS i dolaskom srpske vojske u ožujku 1921. U veljači 1922. došao je na čelo Direktorijuma Jugoslavenske nacionalne napredne omladine, koja u svibnju iste godine mijenja ime u Organizacija jugoslavenskih nacionalista ORJUNA. Kralj Aleksandar primio ga je početkom veljače 1922. »naročito ljubazno«. Organizira desetine Orjune u Kninskoj krajini, Ravnim kotarima i Bukovici, te batinaške napade, osobito u hrvatskim selima.
Godine 1924., kada splitsko kulturno-prosvjetno društvo "Šumadija" iz Splita gostuje u selima Bukovice i Ravnih kotara, drži više predavanja protiv "boljševičke gamadi" i "hrvatskih separatista". 
Nazivao je samog sebe jugoslavenskim D'Annunzijem, po poznatom talijanskom pjesniku i nacionalistu, koji je na čelu grupe dobrovoljaca zaposjeo Rijeku i u njoj diktatorski vladao 1919. – 1921. Hvalio se svojim dopisivanjem s Benitom Mussolinijem. 

## Djela
- Pesme (1914.)
- Zidanje Skadra (drama, 1920.)
- Jugana vila najmlađa (drama, 1921.)
- Nove pesme (1930.)
- Pesme (1933.)